# Phacelocyathus
Genre
Phacelocyathus est un genre de coraux durs de la famille des Caryophylliidae.

## Liste d'espèces
Selon ITIS (29 juin 2015) et World Register of Marine Species (29 juin 2015) le genre Phacelocyathus comprend l'espèce suivante :
- Phacelocyathus flos (De Pourtalès, 1878)